# Effeld
Effeld is een plaats in de Duitse gemeente Wassenberg, deelstaat Noordrijn-Westfalen, en telt 1200 inwoners (2006).

## Geschiedenis
In de buurt van Effeld liep een Romeinse heerweg naar Dalheim. Er werden hier 11 Germaanse koepelgraven gevonden.
In de middeleeuwen was er een waterkasteel, Haus Neuerburg genaamd, dat in de 19e eeuw werd gesloopt. Wel is er nog een boerderij van die naam.

## Bezienswaardigheden
- Kasteel Effeld (Haus Effeld) is een omgracht kasteel uit het begin van de 17e eeuw, met een kern van eind 15e eeuw.
- De Heilig-Hartkerk van 1910 in zogeheten Heimatschutzarchitektur (een mengeling van modernisme en historicisme).
- Kasteel Neuerburg (Burg Neuerburg) met de hoeve Haus Neuerburg, omstreeks 1900 gewijzigd maar met een barokportaal nog aanwezig. Van het kasteel zijn nog ondergrondse resten aanwezig.

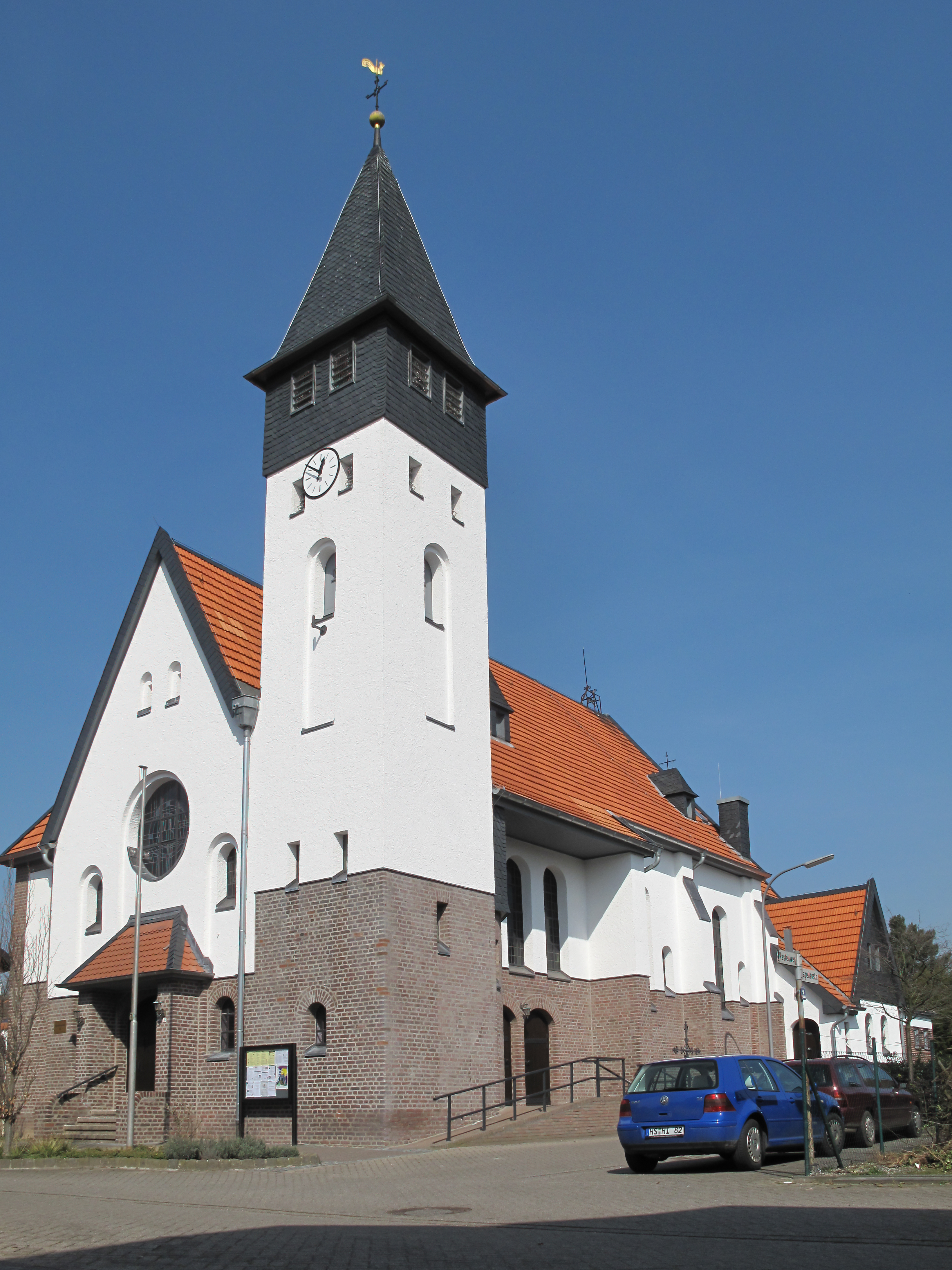
Heilig-Hartkerk
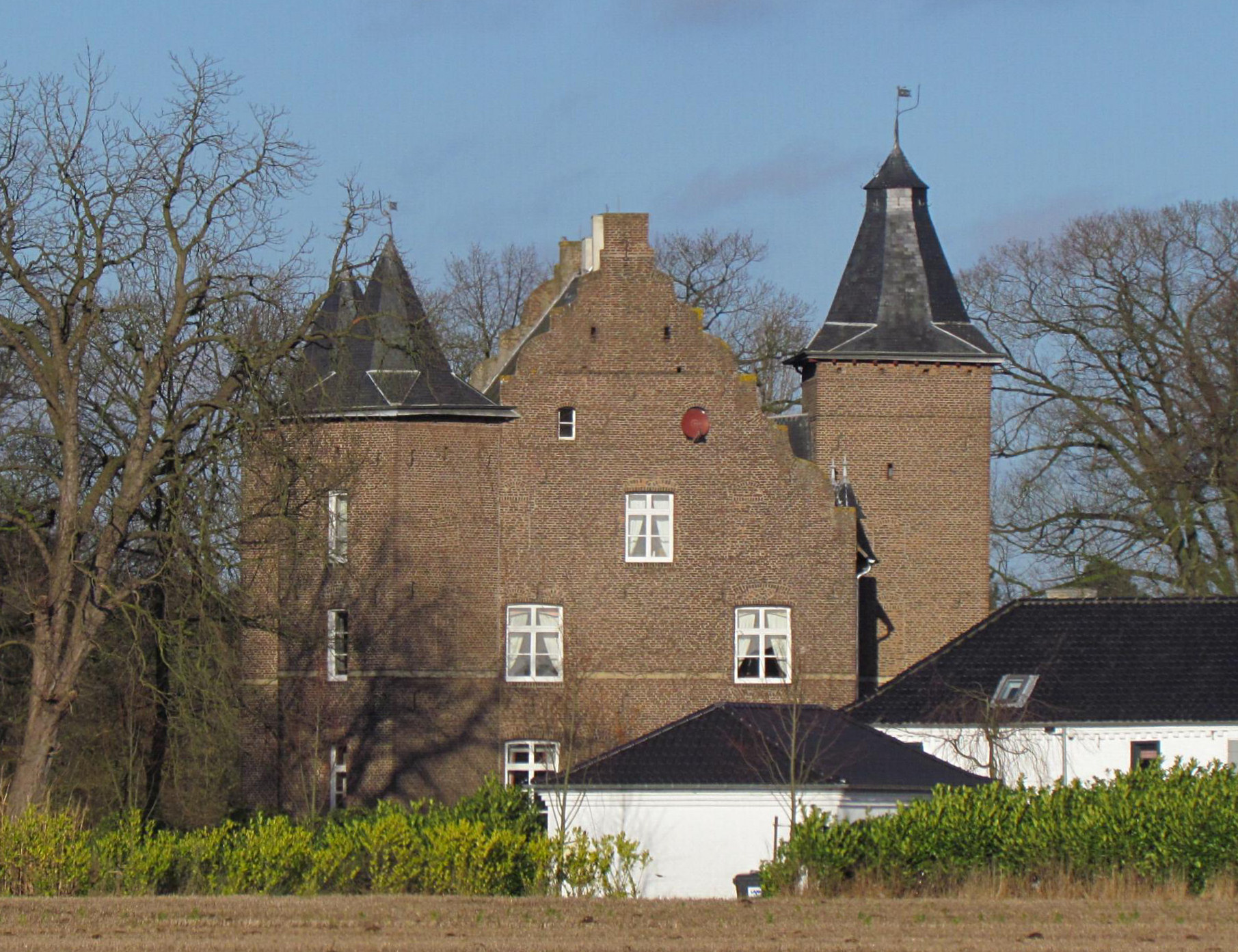
Kasteel Effeld

## Natuur en landschap
Effeld ligt op een hoogte van 32 meter nabij het dal van de Roer en de Nederlandse grens. Oostelijk ligt het Effelder Wald en in het noorden ligt -tegen de Duits-Nederlandse grens aan- de door grindwinning ontstane Effelder Waldsee, een 45 ha groot recreatiegebied.

## Nabijgelegen kernen
Vlodrop, Steinkirchen, Birgelen
Kreis Heinsberg · Regierungsbezirk Keulen · Noordrijn-Westfalen